# Stockholms ström
För andra betydelser, se Stockholms ström (olika betydelser).

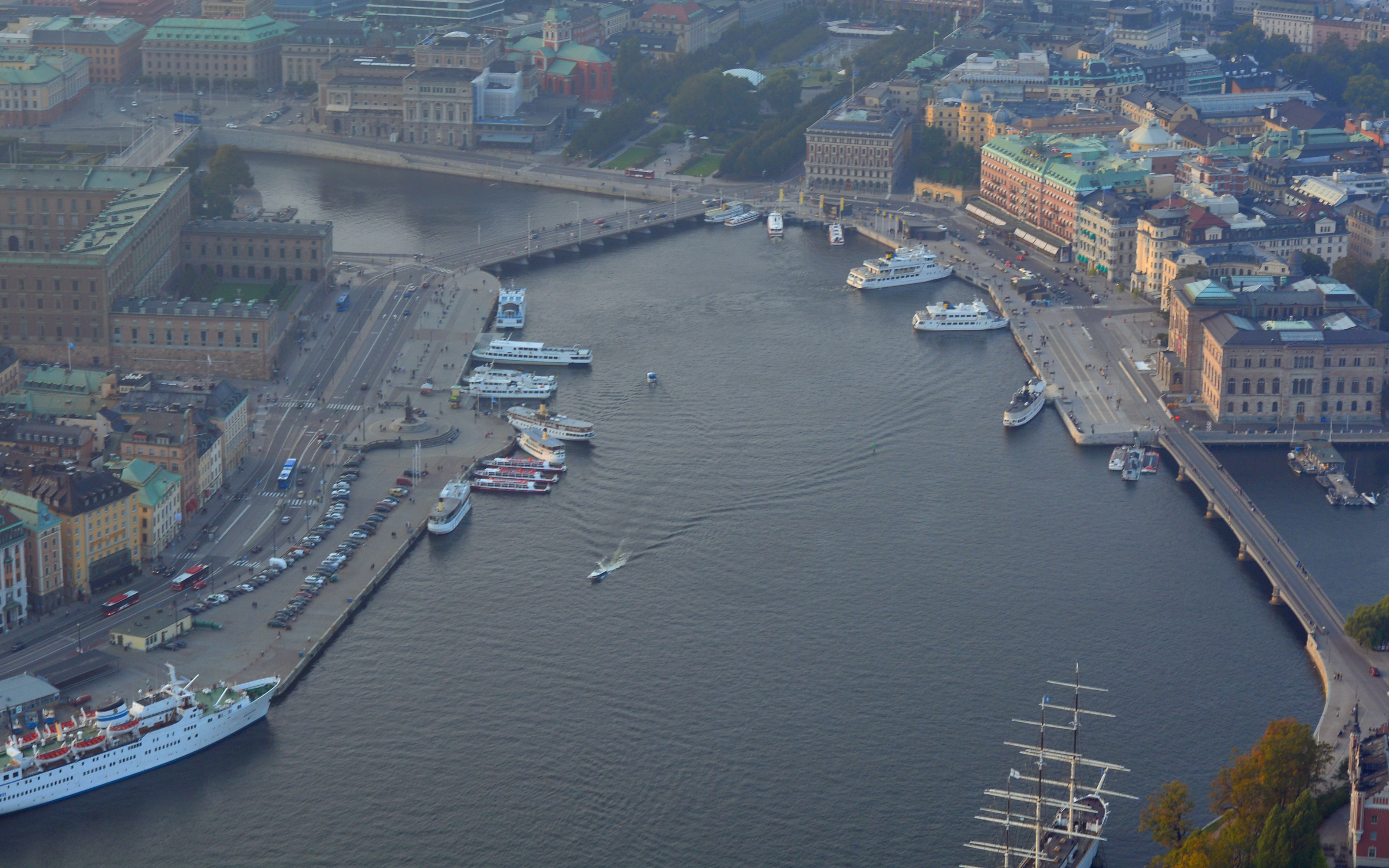
Flygfoto över Stockholms ström med Stockholms slott till vänster och Blasieholmen till höger.

Stockholms ström, eller Strömmen, är ett vattenområde som utgör den västligaste delen av Saltsjön i Stockholm där utloppet från Mälaren efter Norrström strömmar in i Östersjön, vilket gör vattnet strömt. Området saknar formell avgränsning, och olika uppfattningar råder om var dess gränser går. 
Utmed Strömmens norra sida återfinns kajen vid Kungsträdgården och Blasieholmen. Den södra sidan av strömmen domineras av slottets nordöstra sida.

## Utbredning
Enligt Stockholms stads definition börjar Strömmen väster om Strömbron där de stridare forsarna i Norrström upphör. Enligt den officiella kartan benämns dock område fram till söder om Blasieholmen som en del av Norrström, även om där ligger Strömgatan, Strömbron och Strömkajen.
Området mellan Gamla Stan och Skeppsholmen/Kastellholmen benämns mer allmänt och enligt Lantmäteriet för Strömmen. Stadens officiella Stockholmskarta inkluderar också vattenområdet norr om Södermalm, söder om Kastellholmen fram till Beckholmen.
I fiskesammanhang avser Stockholms ström i regel vattenområdet väster om Strömbron, vilket enligt andra definitioner hör till Norrström.
Strömmen bildar även en kustvattenförekomst som även omfattar Saltsjön söder och norr om Djurgården.

## Bilder

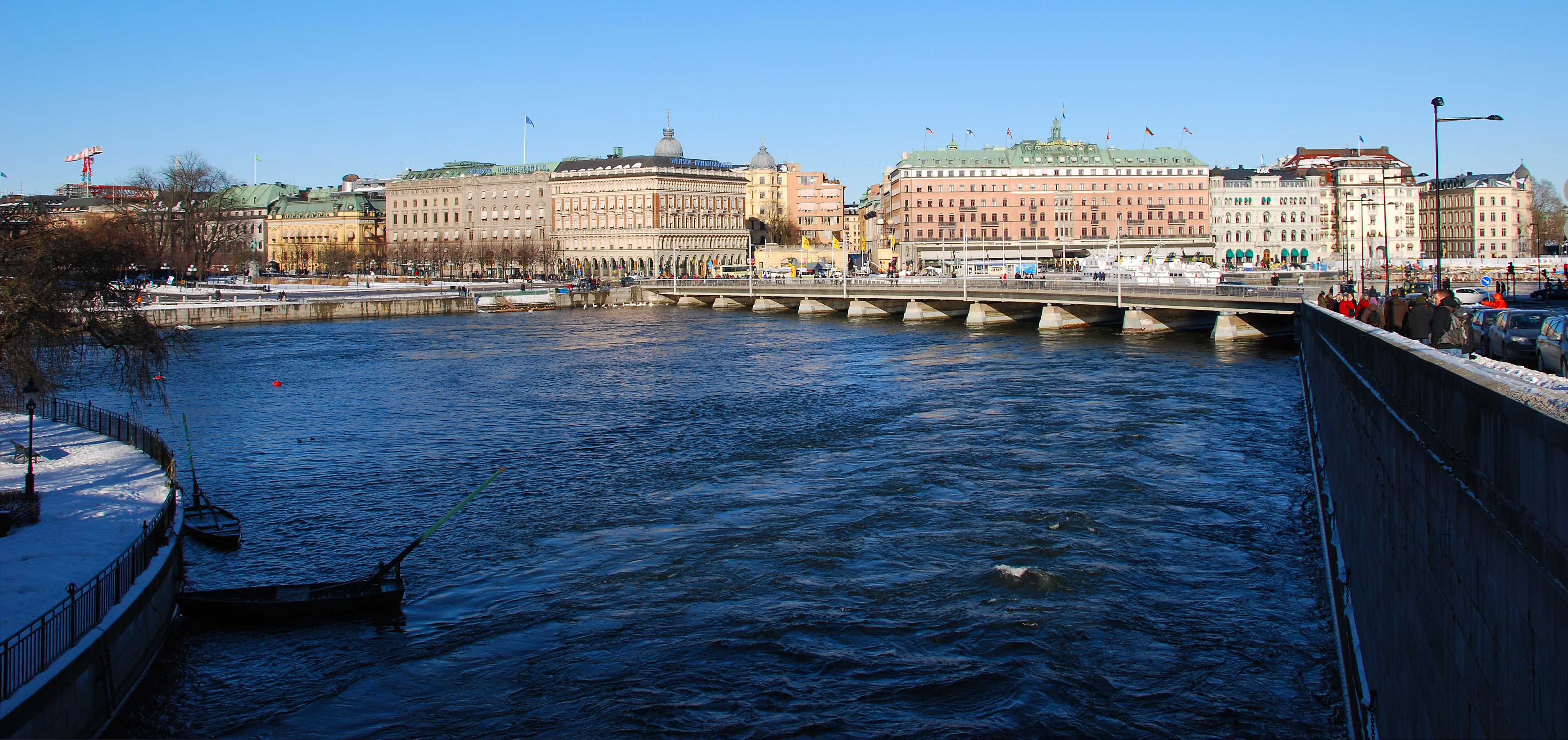
Strömmen mot öster från Slottskajen. I bakgrunden Kungsträdgården, Strömbron och Blasieholmen med Strömkajen.
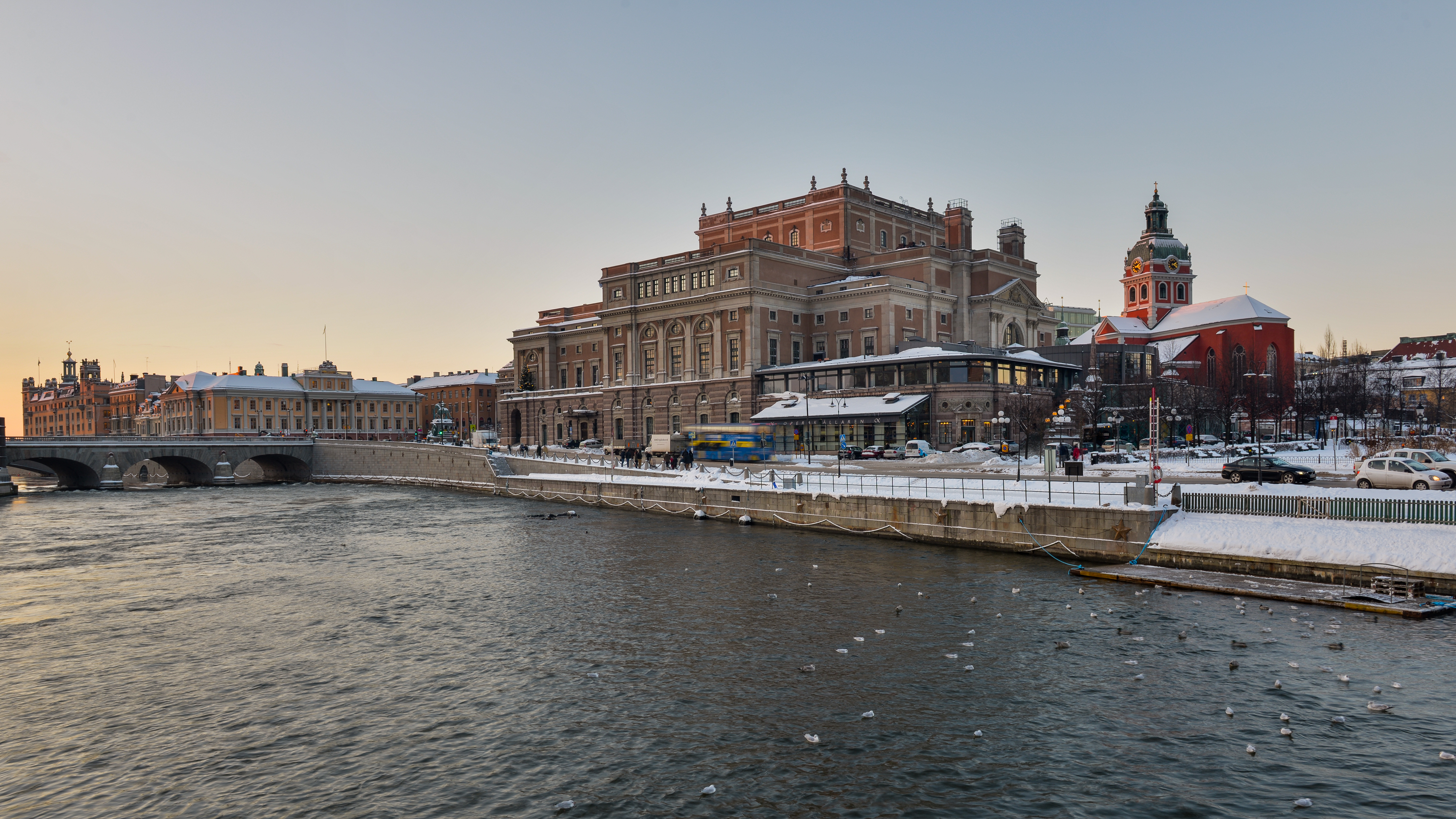
Strömmens norra sida sedd från Strömbron med Operan, Jakobs kyrka och Kungsträdgården till höger.
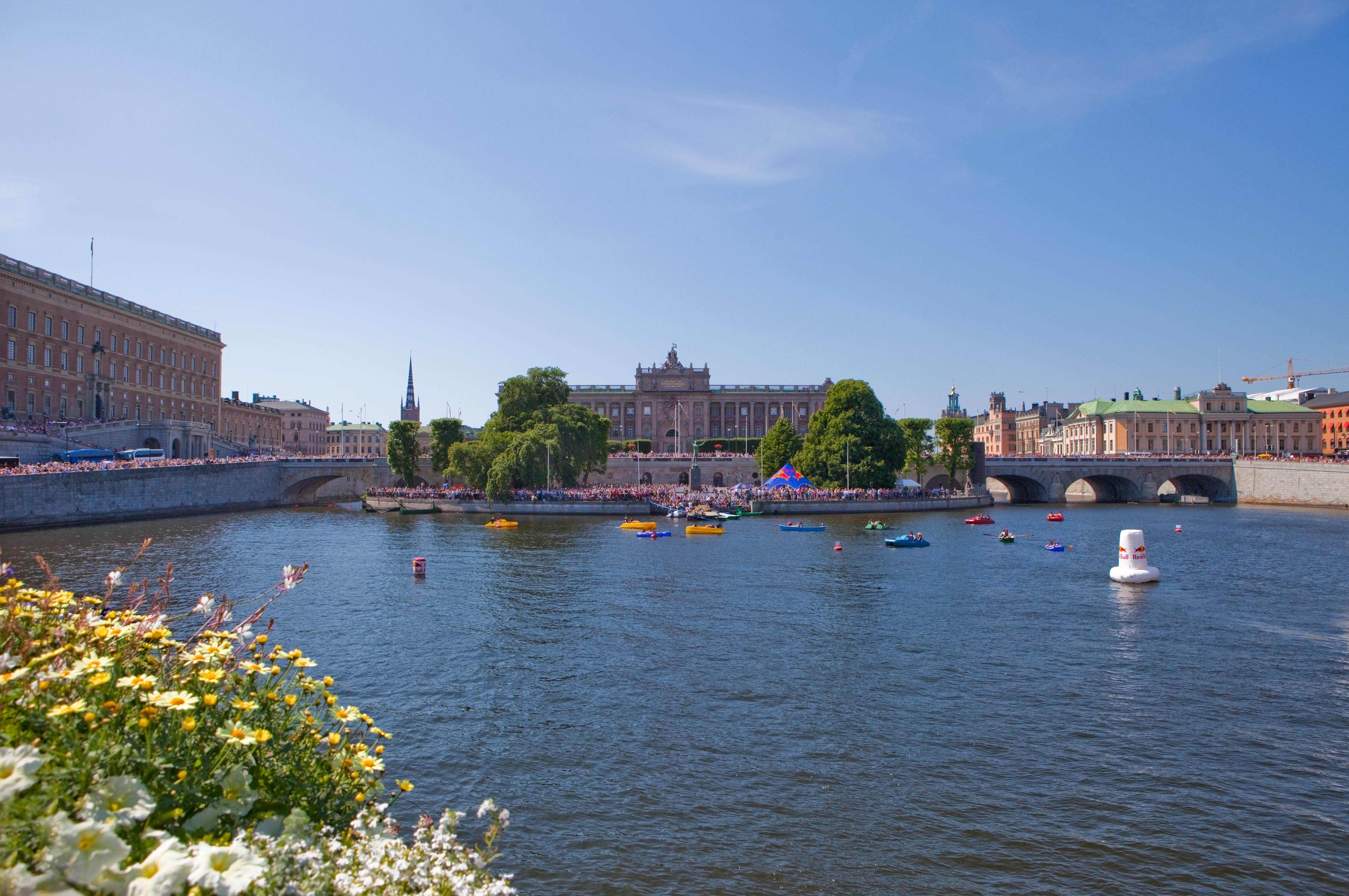
Strömmen mot väster från Strömbron. I bakgrunden Stockholms slott, Helgeandsholmen och Norrbro.